# Carla Brunozzi
Carla Brunozzi (Teramo, 20 aprile 1976) è un'ex calciatrice ed ex giocatrice di calcio a 5 italiana, di ruolo portiere.
Già giocatrice in calcio femminile a 11, è stata a lungo un punto fermo della nazionale italiana con la quale ha giocato 52 partite e partecipato ai campionati europei nel 2001 e nel 2005.

## Carriera

### Club Calcio a 11
Cresciuta a Torricella Sicura, in provincia di Teramo, Carla inizia la sua carriera di calciatrice all'età di 10 anni nella squadra maschile del suo paese.
Passa nella primavera della Teramo Stazione, squadra che al tempo militava nella Serie C; lì mette in mostra le sue doti e viene acquistata dalla prestigiosa Lazio.
A Roma viene inizialmente integrata nella squadra primavera, ma ben presto trova spazio per esordire in Serie A.
Da lì viene ceduta in squadre di categorie inferiori allo scopo di maturare, quali l'Autolelli Picenum e l'Atletico Oristano.
La definitiva consacrazione nel calcio di massima serie arriva con l'affermazione come titolare in squadre di grande caratura nazionale come Torres, Vigor Senigallia e Bardolino.

### Club Calcio a 5
Nel 2012 decide di sottoscrivere un contratto con la Thienese Calcio a 5, giocando in Serie A con la società di Thiene per tre stagioni e rimanendo in organico anche dopo il cambio di denominazione in Thienese C5 Alto Vicentino.
A inizio 2017 viene tesserata dall'Audace C5 Verona in Serie C femminile sempre di calcio a 5. Con la squadra rossonera conquista la promozione nella Serie A2 nazionale e ottiene il secondo posto alle Final-Eight di Coppa Italia di Serie C giocate ad Aprile a Pomezia.

### Nazionale
Con la nazionale italiana vanta 55 presenze prima del ritiro ufficiale.
Nel 2006 viene convocata da Pietro Ghedin e inserita nella rosa delle atlete che rappresenteranno l'Italia alla prima edizione della Coppa della Regina della Pace di calcio femminile in Corea del Sud.

## Statistiche

### Cronologia presenze e reti in nazionale
| Cronologia completa delle presenze e delle reti in nazionale ― Italia | Cronologia completa delle presenze e delle reti in nazionale ― Italia | Cronologia completa delle presenze e delle reti in nazionale ― Italia | Cronologia completa delle presenze e delle reti in nazionale ― Italia | Cronologia completa delle presenze e delle reti in nazionale ― Italia | Cronologia completa delle presenze e delle reti in nazionale ― Italia | Cronologia completa delle presenze e delle reti in nazionale ― Italia | Cronologia completa delle presenze e delle reti in nazionale ― Italia |
| Data                                                                  | Città                                                                 | In casa                                                               | Risultato                                                             | Ospiti                                                                | Competizione                                                          | Reti                                                                  | Note                                                                  |
| --------------------------------------------------------------------- | --------------------------------------------------------------------- | --------------------------------------------------------------------- | --------------------------------------------------------------------- | --------------------------------------------------------------------- | --------------------------------------------------------------------- | --------------------------------------------------------------------- | --------------------------------------------------------------------- |
| 7-7-2000                                                              | New York                                                              | Stati Uniti                                                           | 4 – 1                                                                 | Italia                                                                | Amichevole                                                            | -1                                                                    | 79’                                                                   |
| 1-5-2001                                                              | Monza                                                                 | Italia                                                                | 2 – 0                                                                 | Belgio                                                                | Amichevole                                                            | -                                                                     | 46’                                                                   |
| 6-10-2002                                                             | Cary                                                                  | Stati Uniti                                                           | 4 – 0                                                                 | Italia                                                                | Coppa USA                                                             | -                                                                     | 83’                                                                   |
| 9-10-2002                                                             | Cary                                                                  | Italia                                                                | 1 – 0                                                                 | Australia                                                             | Coppa USA                                                             | -                                                                     |                                                                       |
| 13-11-2002                                                            | Lovanio                                                               | Belgio                                                                | 1 – 5                                                                 | Italia                                                                | Amichevole                                                            | -                                                                     | 46’                                                                   |
| 22-1-2003                                                             | Roma                                                                  | Italia                                                                | 4 – 0                                                                 | Scozia                                                                | Amichevole                                                            | -                                                                     | 77’                                                                   |
| 25-2-2003                                                             | Viareggio                                                             | Italia                                                                | 1 – 0                                                                 | Inghilterra                                                           | Amichevole                                                            | -                                                                     | 46’                                                                   |
| 30-3-2003                                                             | Trento                                                                | Italia                                                                | 8 – 0                                                                 | Serbia e Montenegro                                                   | Qual. Euro 2005                                                       | -                                                                     |                                                                       |
| 16-4-2003                                                             | Hoofddorp                                                             | Paesi Bassi                                                           | 0 – 5                                                                 | Italia                                                                | Amichevole                                                            | -                                                                     | 46’                                                                   |
| 17-5-2003                                                             | Stoccolma                                                             | Svezia                                                                | 5 – 0                                                                 | Italia                                                                | Qual. Euro 2005                                                       | -5                                                                    |                                                                       |
| 19-7-2003                                                             | Vaasa                                                                 | Finlandia                                                             | 1 – 1                                                                 | Italia                                                                | Qual. Euro 2005                                                       | -1                                                                    |                                                                       |
| 9-9-2003                                                              | Livingston                                                            | Scozia                                                                | 0 – 4                                                                 | Italia                                                                | Amichevole                                                            | -                                                                     | 46’                                                                   |
| 27-9-2003                                                             | Frauenfeld                                                            | Svizzera                                                              | 0 – 1                                                                 | Italia                                                                | Qual. Euro 2005                                                       | -                                                                     |                                                                       |
| 17-2-2004                                                             | Viareggio                                                             | Italia                                                                | 2 – 1                                                                 | Paesi Bassi                                                           | Amichevole                                                            | -1                                                                    |                                                                       |
| 14-3-2004                                                             | Guia                                                                  | Italia                                                                | 1 – 0                                                                 | Cina                                                                  | Algarve Cup 2004                                                      | -                                                                     | 61’                                                                   |
| 16-3-2004                                                             | Olhão                                                                 | Norvegia                                                              | 3 – 0                                                                 | Italia                                                                | Algarve Cup 2004                                                      | -3                                                                    |                                                                       |
| 18-3-2004                                                             | Lagos                                                                 | Italia                                                                | 2 – 1                                                                 | Finlandia                                                             | Algarve Cup 2004                                                      | -1                                                                    |                                                                       |
| 20-3-2004                                                             | Faro                                                                  | Francia                                                               | 3 – 3 dts (7 - 6 dtr)                                                 | Italia                                                                | Algarve Cup 2004 - Finale 3º posto                                    | -3                                                                    |                                                                       |
| 22-5-2004                                                             | Trapani                                                               | Italia                                                                | 0 – 0                                                                 | Svizzera                                                              | Qual. Euro 2005                                                       | -                                                                     |                                                                       |
| 26-6-2004                                                             | Benevento                                                             | Italia                                                                | 2 – 1                                                                 | Svezia                                                                | Qual. Euro 2005                                                       | -1                                                                    |                                                                       |
| 4-9-2004                                                              | Bergen                                                                | Norvegia                                                              | 3 – 1                                                                 | Italia                                                                | Amichevole                                                            | -3                                                                    |                                                                       |
| 25-9-2004                                                             | Niš                                                                   | Serbia e Montenegro                                                   | 1 – 2                                                                 | Italia                                                                | Qual. Euro 2005                                                       | -1                                                                    |                                                                       |
| 13-11-2004                                                            | Crotone                                                               | Italia                                                                | 2 – 1                                                                 | Rep. Ceca                                                             | Qual. Euro 2005 - Play-off                                            | -1                                                                    |                                                                       |
| 27-11-2004                                                            | Čáslav                                                                | Rep. Ceca                                                             | 0 – 3                                                                 | Italia                                                                | Qual. Euro 2005 - Play-off                                            | -                                                                     |                                                                       |
| 17-2-2005                                                             | Milton Keynes                                                         | Inghilterra                                                           | 4 – 1                                                                 | Italia                                                                | Amichevole                                                            | -4                                                                    |                                                                       |
| 23-2-2005                                                             | Santa Maria da Feira                                                  | Portogallo                                                            | 0 – 2                                                                 | Italia                                                                | Amichevole                                                            | -                                                                     |                                                                       |
| 13-4-2005                                                             | Genova                                                                | Italia                                                                | 1 – 0                                                                 | Danimarca                                                             | Amichevole                                                            | -                                                                     |                                                                       |
| 27-4-2005                                                             | Fiuggi                                                                | Italia                                                                | 0 – 0                                                                 | Finlandia                                                             | Amichevole                                                            | -                                                                     | 46’                                                                   |
| 18-5-2005                                                             | Venezia                                                               | Italia                                                                | 2 – 0                                                                 | Irlanda                                                               | Amichevole                                                            | -                                                                     |                                                                       |
| 6-6-2005                                                              | Preston                                                               | Francia                                                               | 3 – 1                                                                 | Italia                                                                | Euro 2005 - Fase a gironi                                             | -3                                                                    |                                                                       |
| 9-6-2005                                                              | Preston                                                               | Italia                                                                | 0 – 4                                                                 | Germania                                                              | Euro 2005 - Fase a gironi                                             | -4                                                                    | 75’                                                                   |
| 12-6-2005                                                             | Preston                                                               | Norvegia                                                              | 5 – 3                                                                 | Italia                                                                | Euro 2005 - Fase a gironi                                             | -5                                                                    |                                                                       |
| 7-9-2005                                                              | Zwolle                                                                | Paesi Bassi                                                           | 0 – 2                                                                 | Italia                                                                | Amichevole                                                            | -                                                                     |                                                                       |
| 24-9-2005                                                             | Monza                                                                 | Italia                                                                | 3 – 1                                                                 | Ucraina                                                               | Qual. Mondiali 2007                                                   | -1                                                                    |                                                                       |
| 29-10-2005                                                            | Bergen                                                                | Norvegia                                                              | 1 – 0                                                                 | Italia                                                                | Qual. Mondiali 2007                                                   | -1                                                                    |                                                                       |
| 2-11-2005                                                             | Sesto al Reghena                                                      | Italia                                                                | 6 – 0                                                                 | Serbia e Montenegro                                                   | Qual. Mondiali 2007                                                   | -                                                                     |                                                                       |
| 8-3-2006                                                              | Isernia                                                               | Italia                                                                | 4 – 0                                                                 | Scozia                                                                | Amichevole                                                            | -                                                                     |                                                                       |
| 12-3-2006                                                             | Venafro                                                               | Italia                                                                | 1 – 0                                                                 | Giappone                                                              | Amichevole                                                            | -                                                                     |                                                                       |
| 29-3-2006                                                             | Aversa                                                                | Italia                                                                | 2 – 0                                                                 | Grecia                                                                | Amichevole                                                            | -                                                                     |                                                                       |
| 22-4-2006                                                             | Atene                                                                 | Grecia                                                                | 0 – 5                                                                 | Italia                                                                | Qual. Mondiali 2007                                                   | -                                                                     |                                                                       |
| 17-6-2006                                                             | Mariupol'                                                             | Ucraina                                                               | 2 – 1                                                                 | Italia                                                                | Qual. Mondiali 2007                                                   | -2                                                                    |                                                                       |
| 21-6-2006                                                             | Belgrado                                                              | Serbia e Montenegro                                                   | 0 – 7                                                                 | Italia                                                                | Qual. Mondiali 2007                                                   | -                                                                     |                                                                       |
| 25-6-2006                                                             | Toronto                                                               | Canada                                                                | 2 – 1                                                                 | Italia                                                                | Amichevole                                                            | -2                                                                    |                                                                       |
| 3-8-2006                                                              | Krefeld                                                               | Germania                                                              | 5 – 0                                                                 | Italia                                                                | Amichevole                                                            | -5                                                                    |                                                                       |
| 9-9-2006                                                              | Dublino                                                               | Irlanda                                                               | 0 – 1                                                                 | Italia                                                                | Amichevole                                                            | -                                                                     | 46’                                                                   |
| 23-9-2006                                                             | Rimini                                                                | Italia                                                                | 1 – 2                                                                 | Norvegia                                                              | Qual. Mondiali 2007                                                   | -                                                                     |                                                                       |
| 30-10-2006                                                            | Masan                                                                 | Brasile                                                               | 1 – 1                                                                 | Italia                                                                | Coppa della Regina della Pace 2006                                    | -1                                                                    |                                                                       |
| 21-2-2007                                                             | Almere                                                                | Paesi Bassi                                                           | 2 – 0                                                                 | Italia                                                                | Amichevole                                                            | -2                                                                    |                                                                       |
| 7-3-2007                                                              | Lagos                                                                 | Islanda                                                               | 1 – 2                                                                 | Italia                                                                | Algarve Cup 2007                                                      | -1                                                                    |                                                                       |
| 12-3-2007                                                             | Silves                                                                | Italia                                                                | 4 – 1                                                                 | Irlanda                                                               | Algarve Cup 2007                                                      | -1                                                                    |                                                                       |
| 6-4-2007                                                              | Perth                                                                 | Scozia                                                                | 2 – 1                                                                 | Italia                                                                | Amichevole                                                            | -2                                                                    |                                                                       |
| 10-7-2007                                                             | Shenyang                                                              | Italia                                                                | 2 – 1                                                                 | Thailandia                                                            | Amichevole                                                            | -1                                                                    | 46’                                                                   |
| Totale                                                                |                                                                       | Presenze                                                              | 52                                                                    |                                                                       | Reti                                                                  | -55                                                                   |                                                                       |

## Palmarès

### Club
- Campionato italiano: 3

Bardolino Verona: 2006-2007, 2007-2008, 2008-2009
- Coppa Italia: 2

Bardolino Verona: 2005-2006, 2006-2007
- Supercoppa italiana: 2

Bardolino Verona: 2007, 2008
- Campionato italiano under 18: 1
- Italy Women's Cup: 1

## Curiosità
- È tifosa juventina ed il suo idolo è Gianluigi Buffon. [collegamento interrotto]